# 't Hoekske (Tilburg)
 't Hoekske is een buurtschap  in de gemeente Tilburg in de Nederlandse provincie Noord-Brabant. Het ligt in het noordoosten van de gemeente iets ten noordwesten van Berkel-Enschot.
Noord-Brabant: Steden en dorpen      Nederland: Provincies · Gemeenten